# The Ruts
The Ruts sono stati un gruppo musicale reggae/punk britannico formatosi nel 1978.

## Storia
I Ruts sono stati un gruppo antirazzista e antinazista, come fa capire la canzone Jah War. Babylon's Burning ebbe un grande successo in Regno Unito ed entrò nella classifica Top 10.

Dopo la morte del cantante Malcolm Owen (1954-1980) per overdose di eroina, il 14 luglio 1980, i Ruts continuarono la loro attività con il nome di Ruts D.C..

## Formazione
- Malcolm Owen - voce
- Paul Fox - chitarra
- John Jennings - basso
- Dave Ruffy - batteria

## Discografia

### Come The Ruts
- 1979 - The Crack
- 1980 - Grin & Bear It
- 1986 - The Peel Sessions (registrato nel 1979)

### Come Ruts D.C.
- 1981 - Animal Now (Virgin Records)
- 1982 - Rhythm Collision (Bohemian)